# 张淼 (自行车运动员)
张淼（ZHANG Miao，1988年8月12日—），山东济南人，中国男子自行车運動員。其胞兄张磊同為國家自行车隊成員。

## 簡歷
2010年11月，张淼代表中國參加亞運會自行車比賽，先在男团体爭先賽贏得金牌；後在男子凯林赛中奪得銅牌。